# ADAMTS7
ADAMTS7 (en:« a disintegrin and metalloproteinase with thrombospondin motifs - 7 ») est une protéine jouant un rôle de peptidase et appartenant à la famille des ADAMTS.
Son gène est le ADAMTS7 situé sur le chromosome 15 humain. Il peut être épissé différemment, la protéine complète étant l'ADAMTS7B qui se fixe sur le sulfate de chondroïtine le transformant en une protéoglycane.

## Rôles
Il contribue à la dégradation de la matrice protéique des cartilages. Il inactive également le GEP (« granulin-epithelin precursor »), ce dernier étant un facteur de croissance du cartilage.
Au niveau vasculaire, il facilite la dégradation de la matrice protéique permettant une cicatrisation du vaisseau en aidant à la migration des cellules musculaires (muscle lisse de la media (artère) et à la prolifération de l'intima. Par ce biais, il pourrait faciliter la formation de l'athérome.

## En médecine
Certains allèles du gène sont corrélées avec le risque de survenue de maladies cardio-vasculaires. Le tabagisme renforce l'expression du gène, et pourrait, par ce biais, favoriser l'athérome.